# إيرين غونزاليس
إيرين غونزاليس (بالإسبانية: Irene González)‏ هي لاعبة كرة الماء إسبانية، ولدت في 23 يوليو 1996 في برشلونة في إسبانيا.